# Joscelí de Luxemburg
Joscelí de Luxemburg (Luxemburg, s. XII - bosc de Grünewald, prop de Niederanven, 1138 o 1139), també anomenat Schetzelon, Schetzel, Scocelin, Jocelin o Ghislain, amb algunes variants) va ésser un anacoreta luxemburguès. És venerat com a beat per l'Església catòlica.

## Biografia
Es coneix molt poc sobre la seva vida. Va ésser educat en una llar cristiana i devota i va voler apartar-se del món per viure en major perfecció: es va retirar a fer vida eremítica al bosc de Grünewald, al Luxemburg central vora la via que porta a Trèveris, on encara es pot veure la cova on vivia. A l'hivern demanava almoina per a menjar a les granges veïnes: els grangers li guardaven el pa sec, ja que era l'únic que acceptava, i per respecte al seu estil de vida, no li parlaven i evitaven trobar-se'l perquè no hagués de parlar. Va viure així quinze anys, fins que morí a la seva cova.

## Veneració
En morir, va construir-se una capella en honor seu a la cova. La font que hi ha a la vora té propietats guaridores. En 1150 el seu cos va ésser traslladat a l'abadia d'Almënster (o Altmünster), a la ciutat de Luxemburg; al contrari del que s'esperava, l'eremita no va ésser oficialment beatificat i l'abadia no va esdevenir una meta de pelegrinatge alternativa als que anaven a Trèveris. L'abadia fou destruïda per Carles V del Sacre Imperi Romanogermànic en 1544; les relíquies, però, havien estat portades a l'església de la Mare de Déu del castell de Luxemburg.